# 도리넬 문테아누
도리넬 이오넬 문테아누(루마니아어: Dorinel Ionel Munteanu, 1968년 6월 25일 ~ )는 루마니아의 전직 축구 선수 및 현 축구 코치로서, 선수 시절 포지션은 미드필더이다. 현재 FC 오첼룰 갈라치의 감독 직을 수행하고 있다. 게오르게 하지와 함께 루마니아를 대표하는 축구 선수로 꼽힌다.

## 같이 보기
- A매치 100경기 이상 출전한 축구 선수 명단